# ジオラマキャラクターズ
ジオラマキャラクターズは、2004年にトミーテックから販売された、アニメ・ゲーム・特撮キャラクターをモデルにした、日本型Nゲージサイズである150分の1スケールのフィギュアシリーズである。
製品の製作発表当時は発売元がユージンで販売元がトミーテックのモデルと、発売元・販売元ともトミーテックのモデルが存在し、流通（模型問屋の担当部署）がそれぞれ異なっていた。

## 概要
150分の1スケール、即ち身長1cm前後の彩色済みキャラクターフィギュアが6体、ブリスターパッケージに封入されている。サイズの小ささゆえ顔の細部などは省略されているが、キャラクターの外観の要素は概ね再現されている。
製品のパッケージにはトミーテックのNゲージブランドであるTOMIXのロゴが入っているが、これは「街並みコレクション」「バスコレクション」等同社の他の150分の1「〜コレクション」シリーズ（後のジオラマコレクションシリーズ）に見られない特徴となっている。

## 製品一覧
- ToHeart
2004年2月26日発売。発売元 - ユージン、販売元 - トミーテック。それぞれ下記のキャラクターの6体セット。
  - Part.1 - 神岸あかり、来栖川芹香、長岡志保、松原葵、姫川琴音、藤田浩之
  - Part.2 - マルチ、保科智子、宮内レミィ、来栖川綾香、雛山理緒、セリオ

- こみっくパーティー
2004年2月26日発売。発売元 - ユージン、販売元 - トミーテック。それぞれ下記のキャラクターの6体セット。
  - Part.1 - 高瀬瑞希、長谷部彩、芳賀玲子、塚本千紗、御影すばる、九品仏大志
  - Part.2 - 猪名川由宇、牧村南、大庭詠美、桜井あさひ、立川郁美、千堂和樹

- ウルトラマン科特隊
2004年3月発売。発売元、販売元ともトミーテック。6体セット。

- ウルトラセブン ウルトラ警備隊
2004年3月発売。発売元、販売元ともトミーテック。6体セット。

## その後の商品展開
本商品は当時（同種類にしては）派手な宣伝がなされ、趣味人にはインパクトがあったのであるが、売り上げ自体がシリーズとして継続する程の目立ったものではなく（製造数も新規ジャンルの為多くなかったとされる）、一部の首都圏量販店では特にアクアプラス関係（ToHeart・こみっくパーティー）のセットが長期間店頭在庫として滞留していた。その為に、より一般人にも手に取り易い商品として企画が練り直され、「鉄道むすめ」へと発展した。
その一方で、トミーテックでは一般的な人物の150分の1フィギュアとして、本シリーズと同様オープンパッケージの「情景コレクション」シリーズの展開を2006年11月に開始している（レイアウト用の150分の1フィギュアは既にTOMIXでも同様のものがある）。
なお、2006年9月21日にトミーテックが公式サイト上で上記「情景コレクション」の情報を発表した際、製品リストから本シリーズが削除された。